# Gescher Joseph
Der Gescher Joseph (hebräisch גֶּשֶׁר יוֹסֵף) ist eine stählerne Fachwerkbrücke über den Jordan in ʿAmir in Israel. Der Gescher Joseph ist die erste Brücke dieses Bautyps und die erste Jordanbrücke, die in Israel errichtet wurde, weshalb sie ein geschütztes Baudenkmal wurde.

## Lage

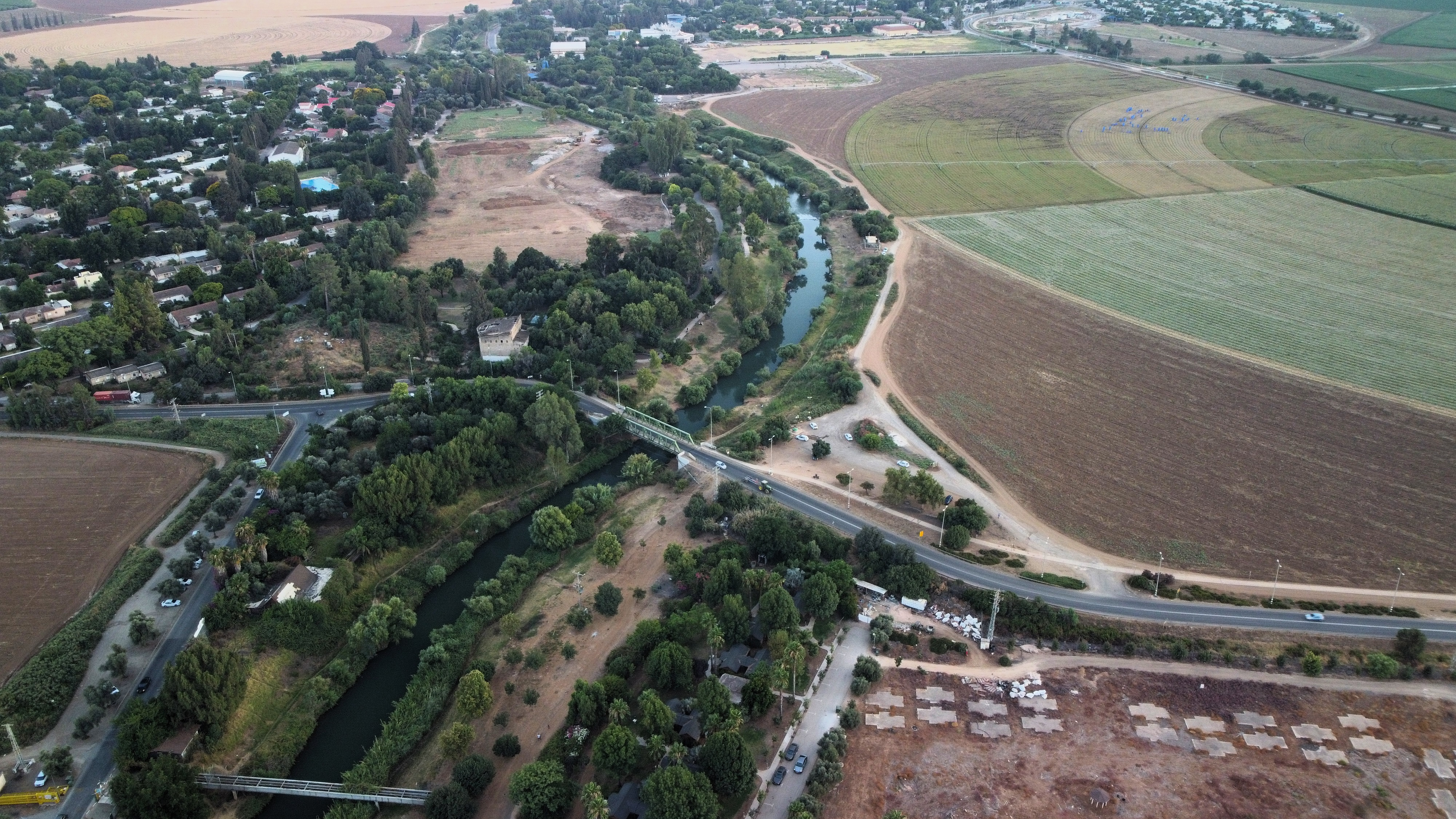
Blick südwärts mit Brücke vor Theater in ʿAmir am östlichen Ufer und Kfar Blum am westlichen, 2023

Der Gescher Joseph ist die nördlichste Straßenbrücke über den eigentlichen Jordan knapp 500 Meter stromabwärts vom Zusammenfluss von Dan und Hasbani, die sich dort zum Jordan vereinigen. Die Brücke quert den Fluss im Verlauf der Lokalstraße 9779 (כְּבִישׁ מְקוֹמִי 9779 Kvīsch Məqōmī Tejscha-Scheva-Scheva-Tejscha), die in Ost-West-Richtung Orte in der Chulaebene fünf Kilometer weiter westlich in Qirjat Schmonah an die dort verlaufende Nationalstraße  anbindet. 
Am Ostufer des Jordans erreicht die Brücke, die etwa auf 75 Meter über dem Meeresspiegel liegt, den Kibbuz ʿAmir direkt am 86 Meter hohen Hügel Tel Ron (תֵּל רוֹן), darauf das Grab des beduinischen Scheichs Yusuf, an dessen Fuß (wie im Luftbild oben zu sehen) das Regionale Theater (תֵּאַטְרוֹן אֲזוֹרִי), welches einst Kulturhaus des Regionalrats Oberes Galiläa, inzwischen aufgegeben eine offene Ruine bildet. Gegenüber vom Theater beginnt die Zufahrtsstraße, die nach gut 100 Meter nordwärts Sde Nechemja am gleichen Ufer erreicht. Am Westufer gegenüber befindet sich ein Ferienresort und davon 800 Meter weiter südlich Kfar Blum. An ihrem östlichen Ende erreicht der Kvisch 9779 den Tel Anafa auf dem Gebiet des Kibbuzes Schamir.

## Namen der Brücke
Die stählerne Hängebrücke, die dem heutigen Bau vorausging, war namentlich Scheich Yusuf (arabisch شيخ يوسف Šaiḫ Yūsuf) gewidmet, dessen Grab sich auf dem Hügel Tel Ron (arabisch تل شيخ يوسف Tall Šaiḫ Yūsuf) am Ostufer südlich neben der Brücke befindet. Nach diesem Scheich, einem ihrer Stammväter nannten Angehörige des Beduinenstamms der Ġawarnah (غَوَارْنَة), deren viele in Chalisa (خَالِصَة, seit 1951: Qirjat Schmonah) wohnten und weite Teile der Chulasümpfe besaßen, die Brücke Ǧisr al-Šaiḫ Yūsuf (hebräisch جسر الشيخ يوسف, hebräisch גִ׳סְר אֶ-שֵּׁיח׳ יוּסֻף).
Wieder andere dieser Beduinen bewohnten die Siedlung Dawwara (دَوَّارَةٌ) zweieinhalb Kilometer östlich der Brücke, die es mit Chalisa verbindet. Die Bewohner der neuen jüdischen Orte zwischen beiden arabischen Dörfern, die sie auf Sumpfland gegründet hatten, das ihnen die Ġawarnah-Scheichs Hussein al-Yusuf und dessen Sohn Kamil Bey verkauft hatten, nannten die Brücke dagegen Gescher Dawwara (גֶּשֶׁר דַּוָּארָה). Davon abweichend gab Israels Regierungsausschuss für Ortsnamen (hebräisch וַעֲדַת הַשֵּׁמוֹת הַמֶּמְשַׁלְתִית Waʿadat haSchemōt haMemschaltīt) am 26. Dezember 1954 dieser Hängebrücke den hebräischen Namen Gescher Joseph, ohne zu benennen, wessen damit gedacht werden soll.
Es war eine beliebte Mär, dass die Brücke nach Joseph Trumpeldor benannt sei, ein Nationalheld des jüdischen Palästinas, der 1920 zwölf Kilometer weiter nördlich in einem Scharmützel in Tel Chai zu Tode kam, das Scheich Kamil Bey befohlen hatte. Bei Freigabe der neuen stählernen Fachwerkbrücke am 16. August 1956 für den Verkehr benannte Verkehrsminister Mordechai Namir zwei Kibbuznikim aus ʿAmir als Namenspatrone, nämlich Jāzeps Šlimens (שְׁלִימֶנְס, 1912–1948; gefallen von Hand arabischer Angreifer als Begleiter eines Versorgungskonvois nach ʿAmir im Bürgerkrieg im Mandatsgebiet) und Józef Rozenfeld (1926–1946; in der Nacht der Brücken (לֵיל הַגְּשָׁרִים Lejl haGscharīm, 16./17. Juni 1946), einer Palmach-Operation, bei dem Versuch, die Straßen- und Bahnbrücke über den Kesiv bei az-Zeeb zu sprengen, von britischen Wachen erschossen).

## Geschichte
Der Gescher Joseph ist der zweite Brückenbau über den Jordan an dieser Stelle, zu osmanischer Zeit umgingen die wenigen Wege im Sumpf diese Stelle weitläufig. Die britischen Royal Engineers bauten 1926/1927 eine Hängebrücke über den Jordan, die der Bevölkerung in der Region die Flussquerung erleichterte. Die Engineers erbauten die Brücke aus Stahlelementen aus Pionierbeständen, die aus Zeiten des Ersten Weltkriegs noch übrig geblieben waren. Im Jahre 1944 ließen die Briten die Lokalstraße 9779 befestigen und asphaltieren. Die 1956 außer Betrieb gegangene Hängebrücke wurde nach Hochwasserschäden 1961/1962 abgetragen und die Metalltrümmer als Schrott verkauft. Bilder der Hängebrücke in Gebrauch und während des Abrisses finden sich in einem Artikel von Jehuda Siw.

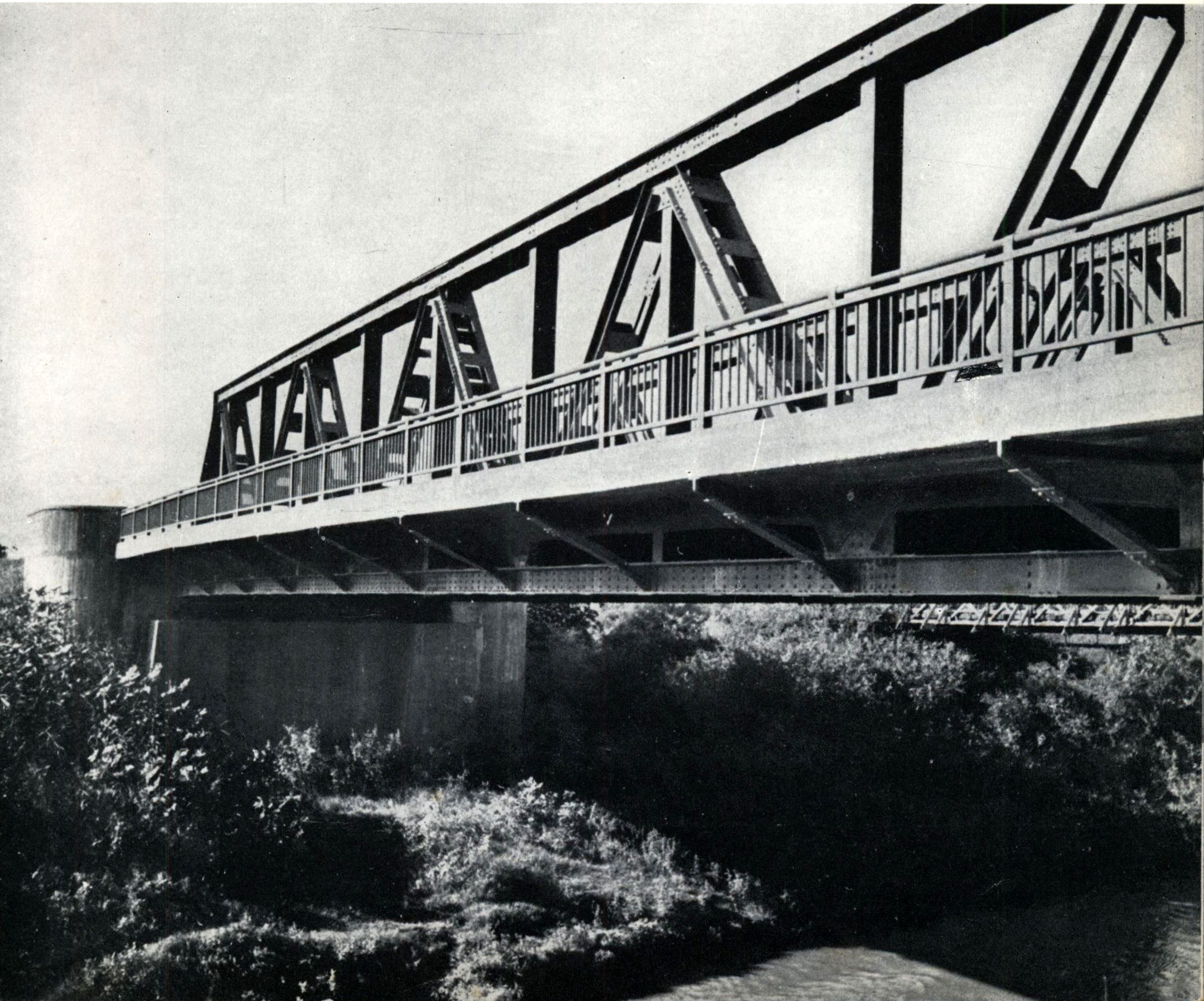
Neue Brücke 1957, unter ihr hindurch ist noch der untere Teil der benachbarten alten Hängebrücke zu erkennen

Die neue Stahlbrücke entstand 1955/1956, die Konstruktion dauerte fast ein Jahr. Die Stahlelemente stammen aus der Bundesrepublik Deutschland und wurden durch die deutsche Bundesregierung bezahlt, wie im Luxemburger Abkommen 1952 vereinbart. Der Bau des Gescher Joseph mit einem Kostenaufwand von 100.000 israelischen Pfund galt als einer der größten israelischen Brückenkonstruktionen seiner Zeit. Verkehrsminister Mordechai Namir übergab die Brücke am 16. August 1956 in einer Feierstunde dem Verkehr. Die neue Brücke erlangte für die Bewohner der Gegend symbolische Bedeutung und erscheint zum Beispiel im Wappen ʿAmirs. Im Jahre 2015 renovierte die Firma Qadmor (קדמור) die Brücke im Auftrag der Netivei Jisraʾel.

## Brücke
Die Brückenkonstruktion bildet ein Strebenfachwerk mit Pfosten, das an beiden Ufern auf betonierten Widerlagern aufliegt. Die Stahlelemente aus Deutschland kamen als einzelne genietete Bauteile ins Land und im Auftrage der Abteilung Öffentlicher Arbeiten (MaʿAZ) setzten Konstrukteure der Firma Taʿassan (תעשן) sie vorort am Ufer zusammen, während Bauleute von Solel Boneh (סולל בונה) die nötigen Rampen- und Straßenarbeiten besorgten. Kräne hoben dann die fertige Stahlkonstruktion in die Lücke zwischen den Widerlagern. Die Brücke, ausgelegt für damaliges Verkehrsaufkommen, ist relativ schmal und erlaubt Fahrzeugen gemäß den Vorfahrtsregeln immer nur in eine Richtung zur Zeit zu fahren. Die daher einspurige Straßenbrücke führt die zweispurigen Lokalstraße 9779 über den Jordan. Fußgänger können die Brücke auf Trottoirs auf beiden Seiten der Brücke separat vom rollenden Verkehr passieren. An beiden Ufern überspannt die Brücke Saumpfade am Jordan, am Ostufer die Promenade Schvil ʿAmi, der ʿAmir und Sde Nechemja verbindet.